# Onthophagus itiokai
Onthophagus itiokai là một loài bọ cánh cứng trong họ Bọ hung (Scarabaeidae).